# Szpital Ujazdowski w Warszawie

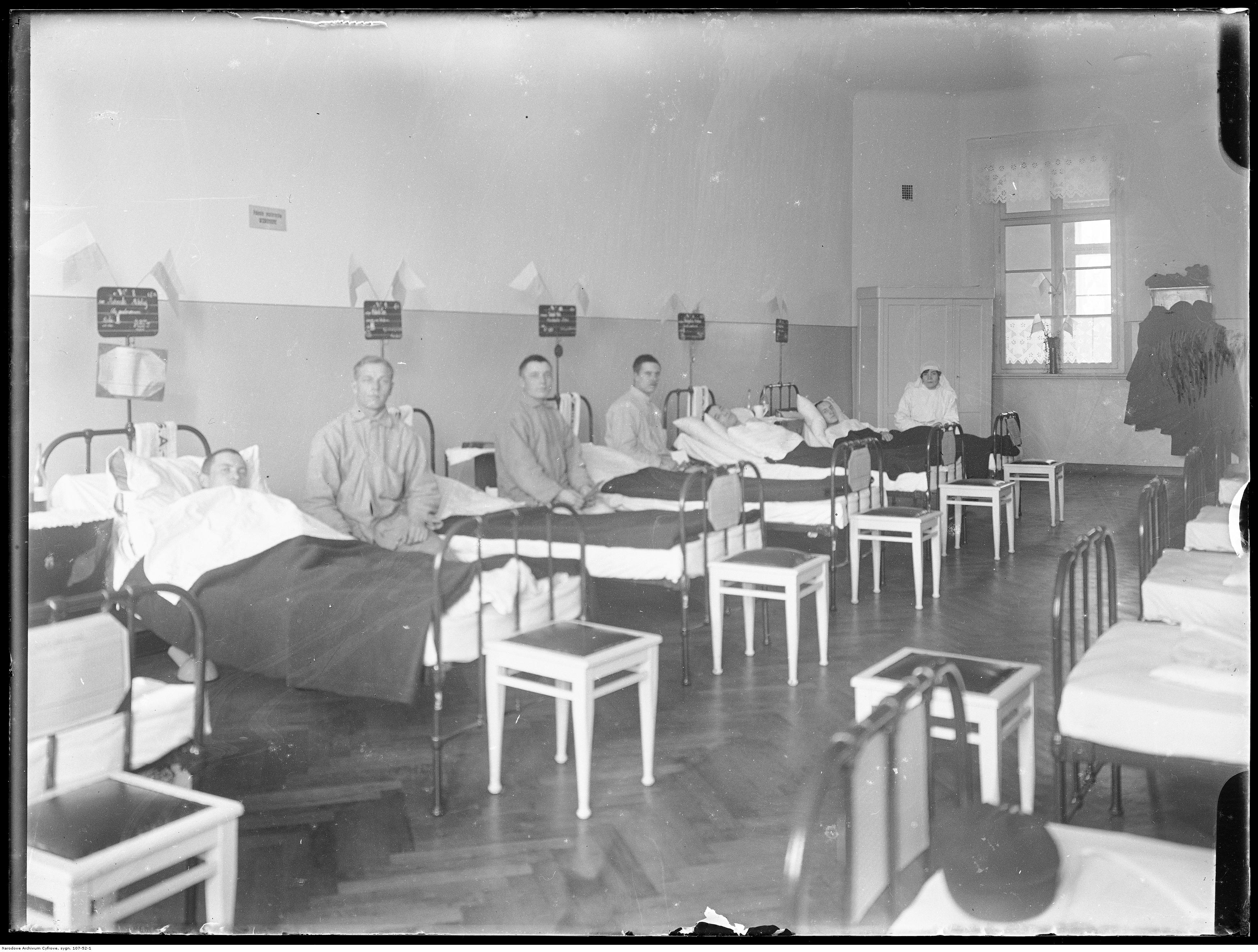
Sala szpitalna, rok 1925

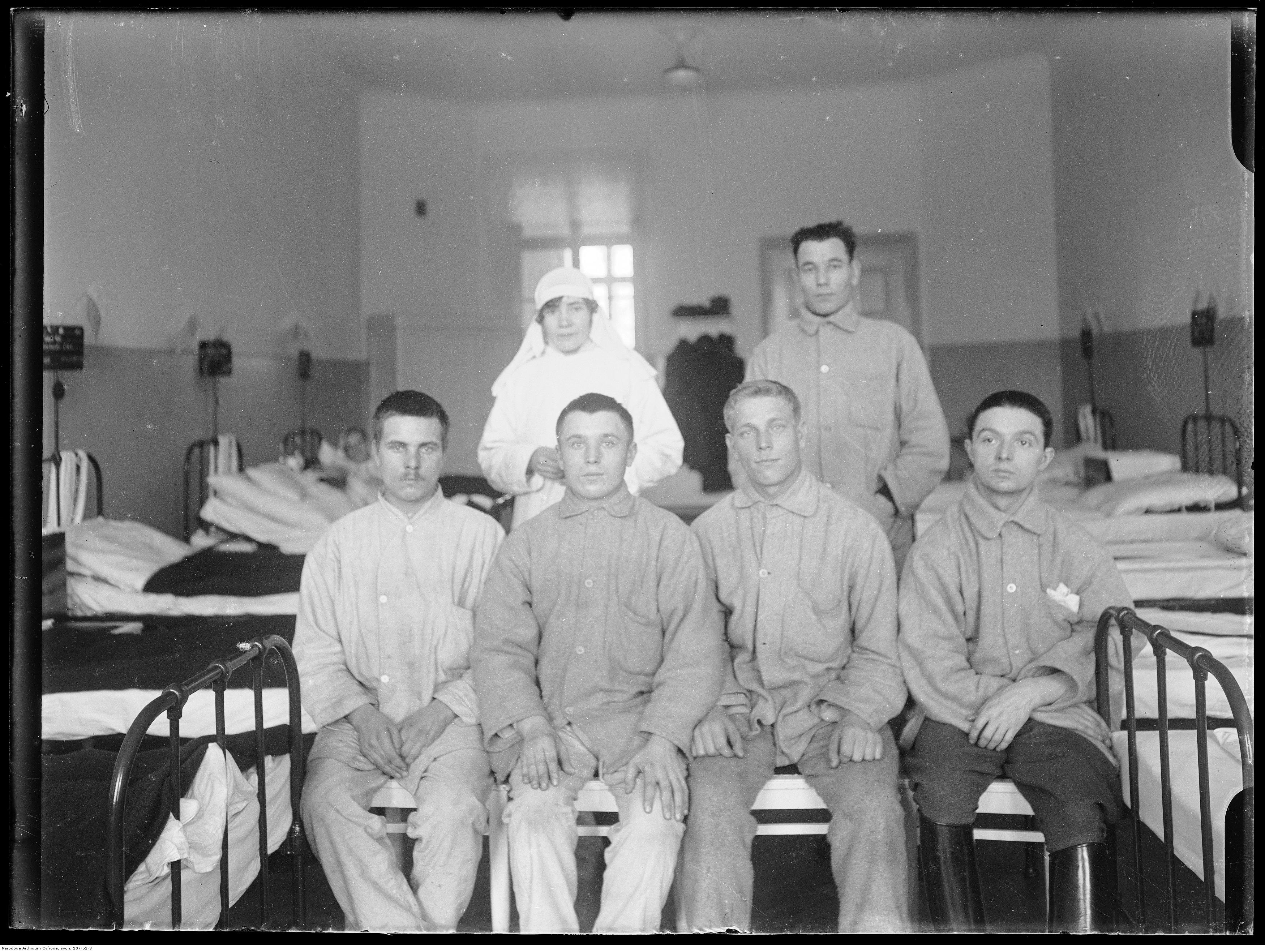
Pacjenci wraz z pielęgniarką

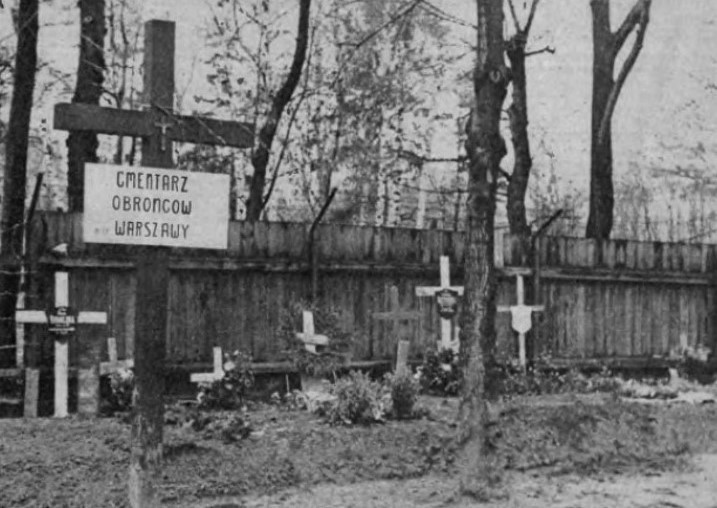
Cmentarz obrońców Warszawy poległych we wrześniu 1939 na terenie Szpitala Ujazdowskiego

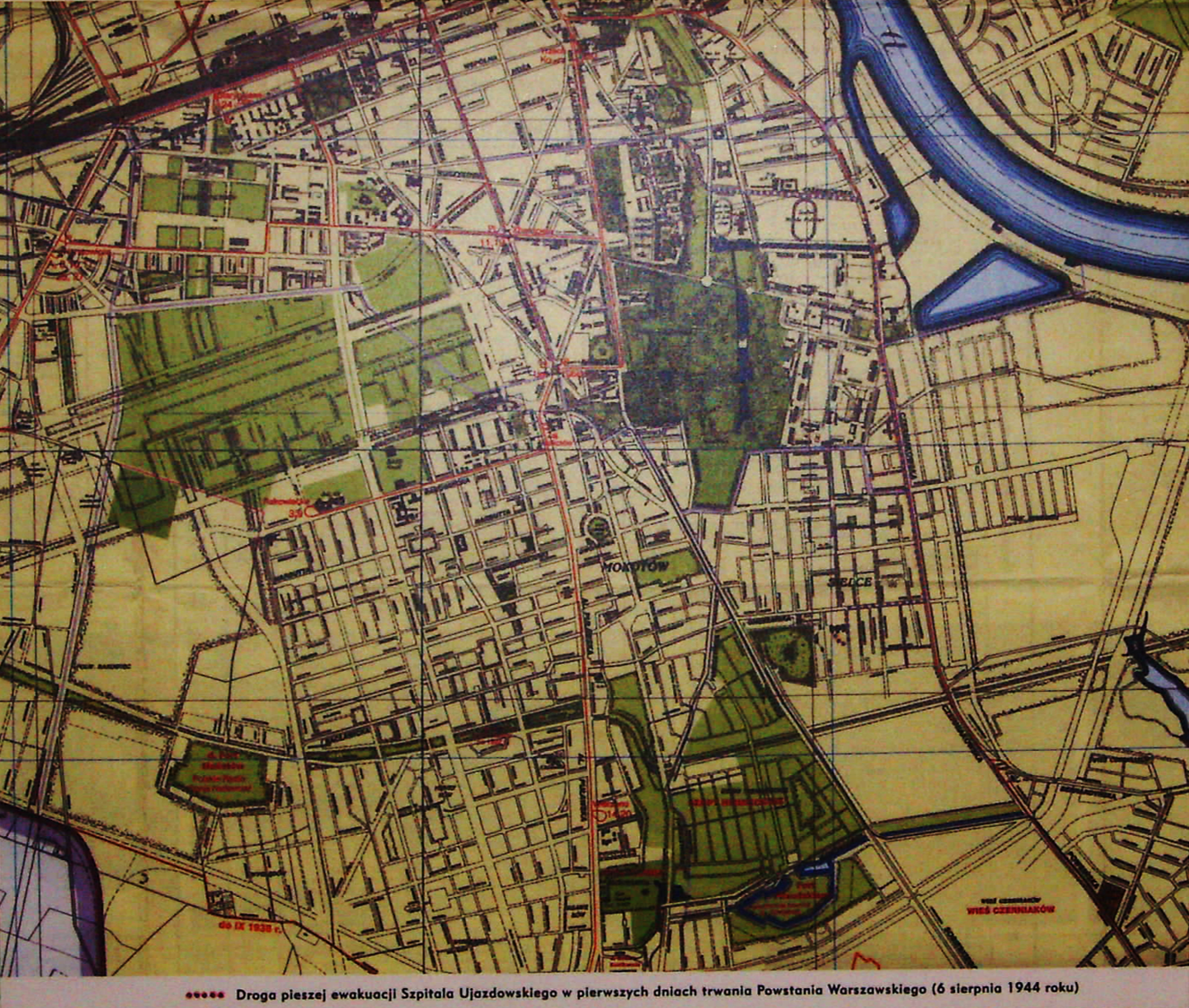
Trasa ewakuacji Szpitala Ujazdowskiego (6 sierpnia 1944)

Szpital Ujazdowski w Warszawie – najstarszy i największy szpital wojskowy w Polsce, utworzony ok. 1792 roku w byłym zamku królewskim w Ujazdowie (Zamek Ujazdowski), rozwiązany w styczniu 1945 roku, po ewakuacji do Krakowa.

## Historia szpitala

### Wiek XVIII–XIX
Około 1772 roku Stanisław August Poniatowski ostatecznie wstrzymał przebudowę Zamku Ujazdowskiego, a w roku 1784 oddał go miastu, przeznaczając na koszary Gwardii Pieszej Litewskiej.

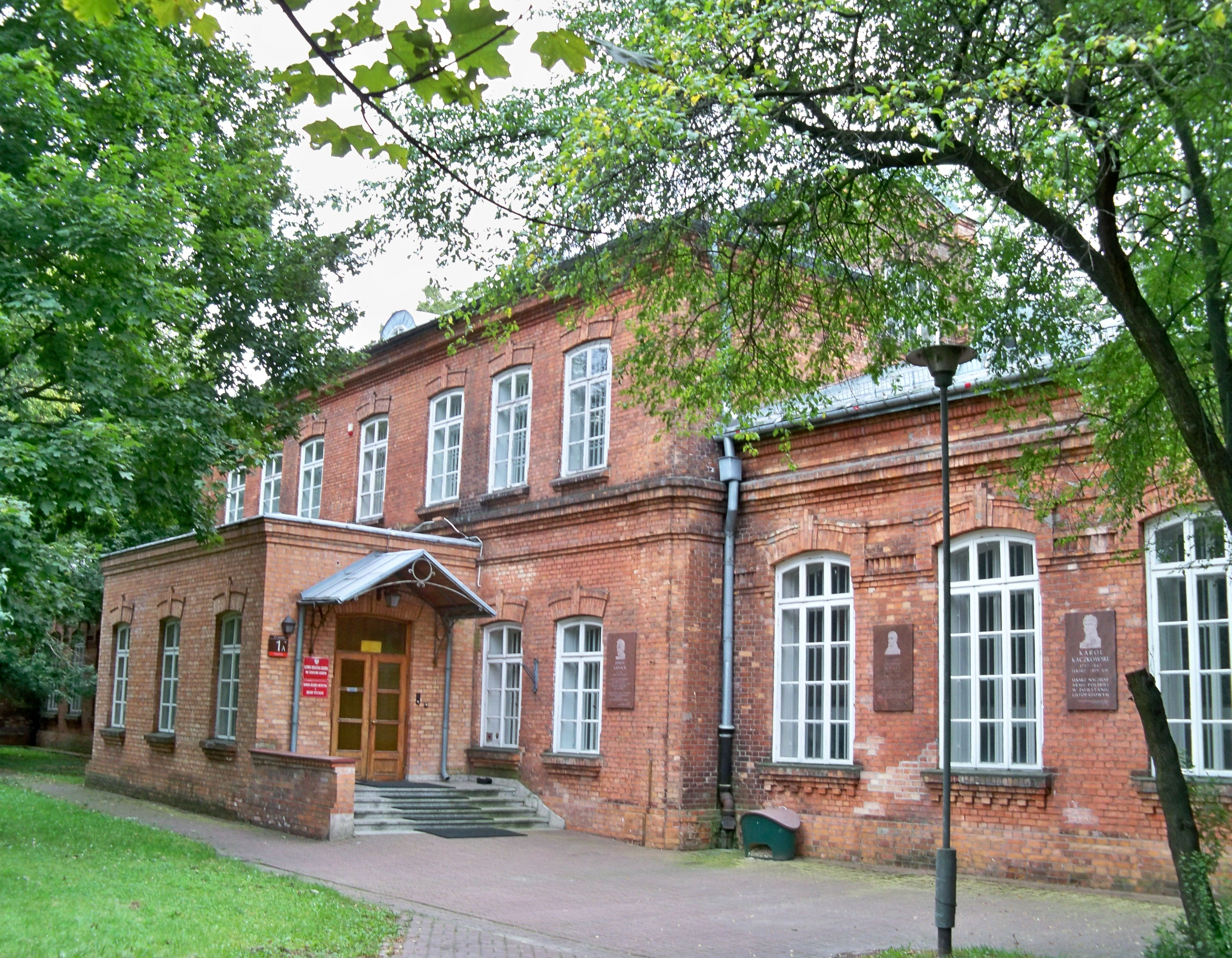
Jeden z zachowanych budynków szpitalnych, współcześnie siedziba Działu Zbiorów Specjalnych Głównej Biblioteki Lekarskiej

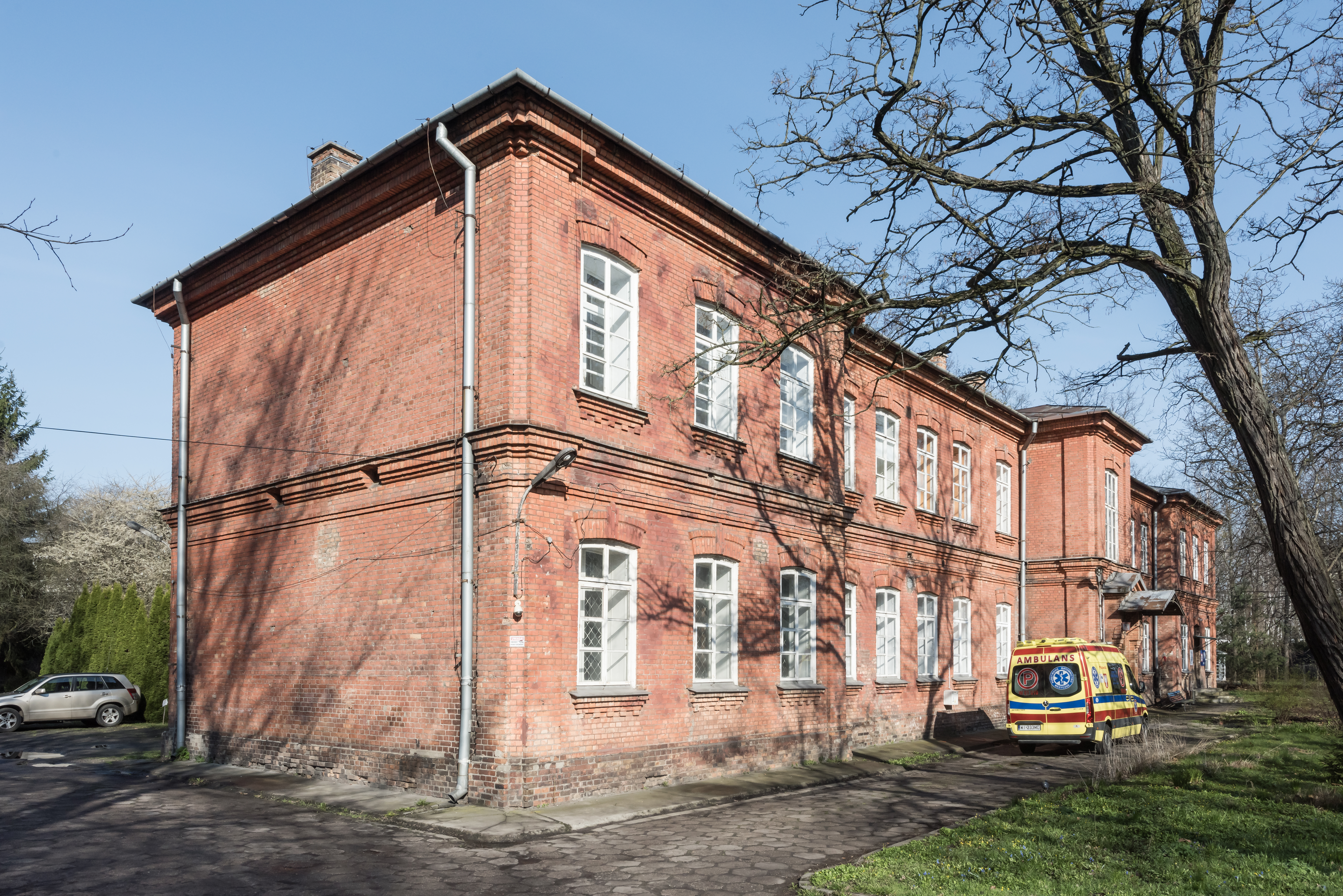
Zachowany budynek przy ul. Jazdów 5

W czasie prac adaptacyjnych rozbudowywano oficyny (powstały pawilony z wewnętrznymi dziedzińcami), dobudowywano stajnie, wozownię i lazaret. Tadeusz Kościuszko (zob. Insurekcja kościuszkowska, 1792–1794) planował przeznaczenie na lazaret również koszar, jednak do realizacji tego zamierzenia doszło ostatecznie dopiero w roku 1809. W Zamku powstał stały szpital wojskowy. W roku 1818 z rozkazu księcia Konstantego Romanowa utworzono Szpital Główny Wojskowy, nazwany „Szpitalem Ujazdowskim”. W połowie XIX w. Rosjanie zbudowali w pobliżu zamku kilka dodatkowych budynków.
W końcu XIX w. szpital ponownie rozszerzono, wznosząc 20 nowych pawilonów z czerwonej cegły (na terenach północnych i zachodnich). Cały kompleks był położony na ogromnym obszarze, po którym kursowała kolejka.
W 1916 na rozkaz niemieckich władz okupacyjnych do szpitala doprowadzono bocznicę wykorzystywaną do przewozu rannych.

### W latach 1918–1939
W II Rzeczypospolitej Szpital Ujazdowski był silnie związany z kształceniem kadr Służby Zdrowia.

### W kampanii wrześniowej 1939 roku

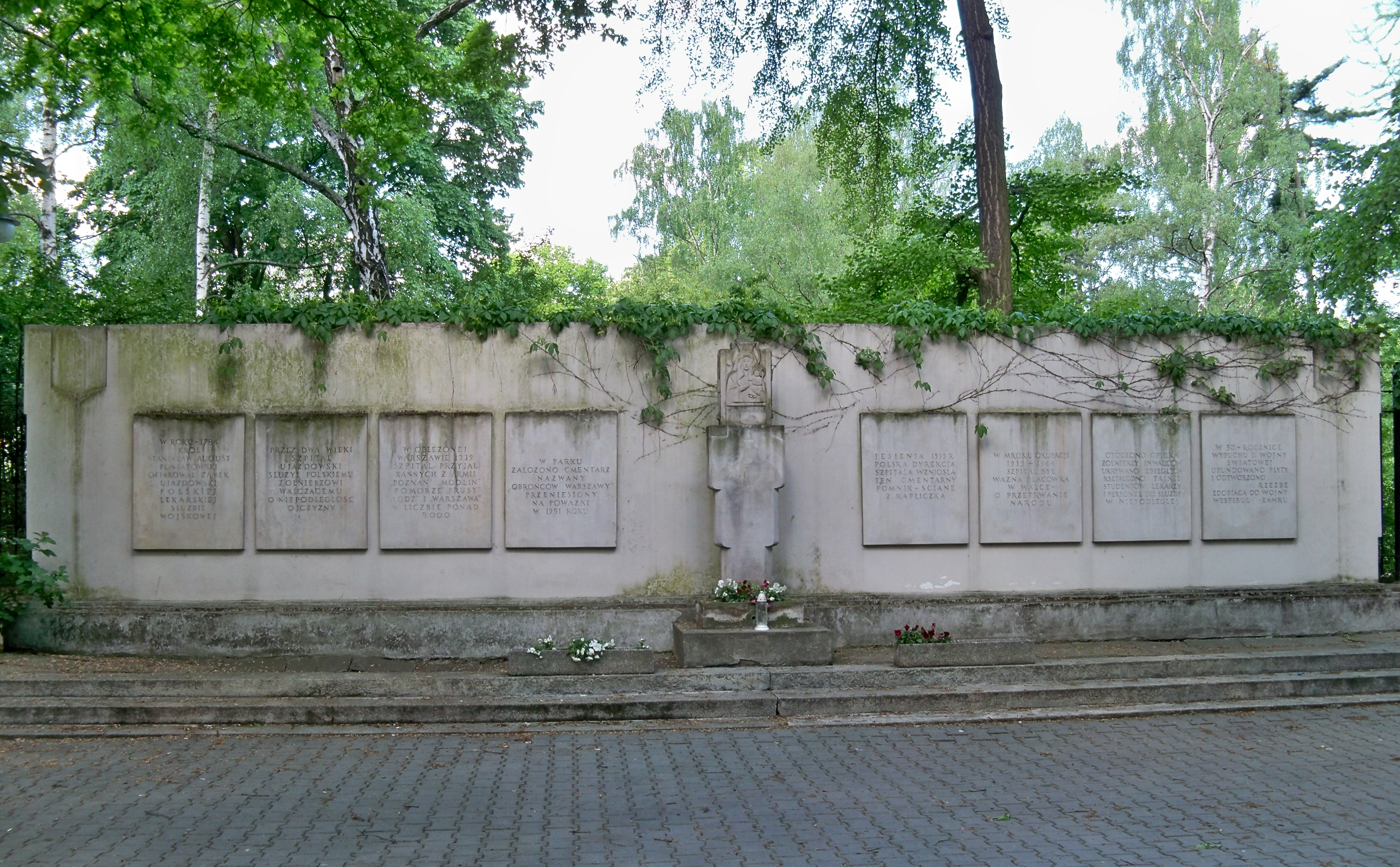
„Mur Ujazdowski”, na miejscu dawnego cmentarza Obrońców Warszawy

Podczas obrony Warszawy, 7 września 1939, część personelu szpitala wyjechała, co pozbawiło rannych i chorych opieki. Szpital ucierpiał podczas niemieckich nalotów i bombardowania miasta.
Około 600 zmarłych w Szpitalu Ujazdowskim pochowano pod murem terenu szpitala (od strony parku Ujazdowskiego) – na tymczasowym „cmentarzu Obrońców Warszawy”.
Po kapitulacji Warszawy (28 września 1939) personel szpitala kontynuował działalność medyczną, prowadzoną w warunkach dużego obciążenia (m.in. przeniesiono do niego w roku 1941 część szpitala św. Ducha, którego budynki zostały zbombardowane). Poza podstawową działalnością medyczną utrzymywał kontakt z Polskim Państwem Podziemnym. W tzw. „Rzeczypospolitej Ujazdowskiej” organizowano szkolenia medyczne lekarzy i pielęgniarek, prowadzono prace badawcze. Edward Loth (prof. UW) zorganizował Zakład Przeszkolenia Inwalidów (uruchomiony w roku 1941) i nowoczesny zakład rehabilitacyjny (jedyną tego rodzaju placówkę w krajach okupowanych). Wydawano fałszywe zaświadczenia o inwalidztwie dla ukrywających się żołnierzy. Pomagano Żydom i innym osobom poszukiwanym przez gestapo. Organizowano pomoc jeńcom sowieckim, których Niemcy umieścili w zachodniej części Ujazdowa, w odrębnym pawilonie obozowym pod strażą, nie zapewniając im podstawowej opieki socjalnej i lekarskiej.
W szpitalu pracowało wielu wybitnych lekarzy różnych specjalności, m.in. Jan Krotoski, Teofil Kucharski, Jan Szmurło, Adam Wrzosek. Od roku 1940 do wybuchu powstania (1 sierpnia 1944) komendantem szpitala był płk dr med. Leon Strehl, szef sanitarny Komendy Głównej AK.

### Do stycznia 1945
W latach okupacji niemieckiej (1939–1945) wielu wykładowców i absolwentów Szkoły Podchorążych Sanitarnych w Ujazdowie walczyło w szeregach Armii Krajowej.
1 sierpnia 1944 roku Leon Strehl przeszedł do Szpitala Maltańskiego, przekazując stanowisko komendanta ppłk prof. Teofilowi Kucharskiemu.
W piątym dniu powstania (5 sierpnia 1944) okolicę opanowali Niemcy. Podpalili sąsiednie budynki i zażądali natychmiastowej ewakuacji szpitala. Uformowano kolumnę transportową, złożoną z 1491 osób ze Szpitala Ujazdowskiego, 340 osób ze szpitala św. Ducha oraz z 5 wozów z instrumentami medycznymi, lekami, żywnością, opatrunkami i kasą szpitalną (część zapasów Niemcy przejęli na trasie). Ciężko rannych niesiono na noszach i łóżkach.
Kolumna wyruszyła rano 6 sierpnia, pod flagami Czerwonego Krzyża (Niemcy dołączyli do niej 350 kobiet, przetrzymywanych jako zakładniczki w gmachu Sejmu).
Trasa kolumny prowadziła ulicą Górnośląską, Myśliwiecką, Łazienkowską i Chełmską (przy ulicy Czerniakowskiej sanitariuszy wspomogła ludność cywilna). Noc spędzono pod gołym niebem na terenach parku Sobieskiego i obiektów Klubu Sportowego „Legia”. Z serdecznym przyjęciem spotkano się w Zakładzie Sióstr Opatrzności Bożej przy ul. Chełmskiej 19 (w pobliżu Kościoła św. Kazimierza). Z pomocą sióstr i okolicznej ludności szpital został wyposażony w niezbędny sprzęt, leki, środki opatrunkowe. W końcu sierpnia był jedyną placówką medyczną w tej okolicy. Leczono setki rannych, w tym również jeńców niemieckich.
Szpital działał nadal pod znakami Czerwonego Krzyża, jednak mimo wyraźnego oznakowania 30 sierpnia stał się celem bombardowania. Pod gruzami i w ogniu zginęło ok. 300 osób, w tym 130 rannych. Naloty były powtarzane 11, 14 i 15 września. Zginęło w nich 200 osób. Konieczna była dalsza wędrówka, w mniejszych grupach. Jedna z nich znalazła się przy ul. Dolnej 42. Największa dotarła na Górny Mokotów. Przy ul. Puławskiej 91 utworzono szpital polowy. Został on spalony w czasie pacyfikacji Mokotowa. Zginęło ponad 20 osób.
Po kapitulacji powstania (2 października 1944) Szpital Ujazdowski (połączone trzy grupy) działał w Milanówku. W listopadzie 1944 roku został ewakuowany do Krakowa, a w styczniu 1945 roku – rozwiązany.

## Kadra szpitala
Poniżej przedstawiono oficerów pełniących obowiązki komendanta szpitala i obsadę oficerską szpitala w 1939 roku oraz dalsze losy oficerów i straty w korpusie oficerskim poniesione w czasie II wojny światowej, w szczególności w następstwie zbrodni katyńskiej.
| Obsada oficerska Szpitala Szkolnego             | Obsada oficerska Szpitala Szkolnego   | Obsada oficerska Szpitala Szkolnego | Obsada oficerska Szpitala Szkolnego      |
| ----------------------------------------------- | ------------------------------------- | ----------------------------------- | ---------------------------------------- |
| Nazwa stanowiska etatowego                      | Stopień, imię i nazwisko              | Okres pełnienia funkcji             | Kolejne stanowisko (dalsze losy oficera) |
| komendant szpitala                              | ppłk / płk lek. Antoni Szwojnicki     | VI 1930 – XII 1932                  | szef sanitarny KOP, †1940 Charków        |
| komendant szpitala                              | płk lek. Kazimierz Jerzy Miszewski    | XII 1932 – IV 1934                  | stan spoczynku                           |
| komendant szpitala                              | płk lek. dr Jan Garbowski             | IV 1934 – IX 1939                   | †1940 Charków                            |
| komendant szpitala                              | płk lek. dr Teofil Kucharski          | IX 1939 – 31 III 1940               | AK, powstanie warszawskie                |
| komendant szpitala                              | płk lek. dr Leon Strehl               | od IV 1945                          | AK, powstanie warszawskie                |
| w 1939 roku                                     |                                       |                                     |                                          |
| kierownik naukowy pracowni statystyki           | płk lek. dr Kazimierz Szalla          | był w III 1939                      |                                          |
| kierownik naukowy oddziału anatomii i patologii | mjr lek. dr Wiktor Kaliciński         |                                     | †1940 Katyń                              |
| kierownik naukowy oddziału bakteriologicznego   | płk lek. doc. dr Leon Owczarewicz     |                                     |                                          |
| zastępca kierownika                             | mjr lek. dr Tadeusz Roman Kawecki     |                                     |                                          |
| starszy ordynator oddziału ocznego              | mjr lek. dr Szczepan Wacek            | 1934 – IX 1939                      | komendant szpitala polowego nr 162       |
| kierownik naukowy oddziału usznego              | płk lek. Roch Brzosko                 |                                     | †1940 Charków                            |
| starszy ordynator                               | ppłk lek. dr Stanisław Ankudowicz     |                                     | AK, powstanie warszawskie                |
| kierownik naukowy oddziału nerwowego            | płk lek. dr Stefan Mozołowski         |                                     | †1940 Charków                            |
| starszy ordynator oddziału nerwowego            | mjr lek. dr Witold Zdzisław Tyczka    |                                     |                                          |
| kierownik naukowy pracowni klinicznej           | ppłk lek. dr Kazimierz II Łukasiewicz | X 1931 – VIII 1939                  | KG Armii „Modlin”                        |
| kierownik naukowy oddziału psychiatrycznego     | ppłk lek. dr Adolf Malinowski         |                                     |                                          |
| kierownik naukowy oddziału radiologicznego      | płk lek. Witold Zawadowski            |                                     |                                          |
| kierownik naukowy oddziału wewnętrznego         | ppłk lek. doc. dr Michał Rosnowski    |                                     | †1940 Katyń                              |
| kierownik naukowy oddziału higieny wojennej     | ppłk lek. dr Henryk Millak            |                                     | †1940 Katyń                              |
| zastępca kierownika                             | mjr lek. dr Aleksander Cybulski       |                                     | †1940 Katyń                              |
| kierownik naukowy przychodni dentystycznej      | ppłk lek. Stefan Mieszkis             |                                     | PSZ w Wielkiej Brytanii, płk lek.        |
| zastępca kierownika                             | mjr lek. Jan Tadeusz Sapiejewski      |                                     | †1940 Katyń                              |
| specjalizacja w stomatologii                    | kpt. lek. Wacław Borowicz             |                                     | †1940 Katyń                              |
| kierownik naukowy apteki                        | ppłk farm. mgr Kazimierz Bartoszyński |                                     | †1940 Katyń                              |
| zastępca kierownika                             | kpt. farm. Stanisław Stefan Rajski    |                                     |                                          |

## Upamiętnienie
W latach 1989 i 1997 na murach zachowanych budynków dawnego Szpitala Ujazdowskiego (inaczej zagospodarowanych) umieszczono – z inicjatywy Polskiego Towarzystwa Lekarskiego (wrzesień 1989) i absolwentów Szkoły Podchorążych Sanitarnych (listopad 1997) – tablice pamiątkowe.
W roku 1994 powstało Stowarzyszenie Twórców Muzeum Zamku i Szpitala Wojskowego na Ujazdowie, współpracujące z Wojskowym Instytutem Medycznym, który dziedziczy tradycje Centrum Wyszkolenia Sanitarnego (CWS). Stowarzyszenie skupiło byłych pracowników i byłych pacjentów, którzy przystąpili do gromadzenia pamiątek – elementów zaplanowanej ekspozycji. W pracach stowarzyszenia brała aktywny udział prof. Hanna Odrowąż-Szukiewicz, pracująca w okresie okupacji w warszawskich szpitalach wojskowych (1 Okręgowym i Ujazdowskim), autorka m.in. książek „Szaniec Asklepiosa: wspomnienia żołnierzy, pielęgniarek i opiekunek społecznych szpitala Ujazdowskiego 1939-1944” i „Powszednie dni niepowszednich lat”. Pierwszą wystawę eksponatów zorganizowano w roku 2000; w tym samym roku ustawiono przed frontem Zamku głaz z napisem:

UJAZDÓW
NAJSTARSZY TEREN WARSZAWY
PRAWEM CHRONIONY

1262 – 1526  –  GRÓD KSIĄŻĄT MAZOWIECKICH

1526 – 1792  –  REZYDENCJA KRÓLÓW POLSKICH

1792 – 1944  –  SZPITAL UJAZDOWSKI Z LOSAMI OJCZYZNY ZWIĄZANY

 UFUNDOWALI W ROKU 2000

UJAZDOWIACY

Muzeum Zamku i Szpitala Wojskowego na Ujazdowie zostało otwarte w lutym 2003 roku w siedzibie Centrum Sztuki Współczesnej Zamek Ujazdowski. Pamięć o szpitalu wyrażono również, nadając w 1999 roku nazwę „Aleja Szpitala Ujazdowskiego” pieszej alejce, wytyczonej po wojnie w miejscu dawnych pawilonów szpitalnych, prowadzącej w latach 70. XX w kierunku odbudowanego Zamku Ujazdowskiego, równolegle do nowej Trasy Łazienkowskiej. Uhonorowano też płk. dr. Leona Strehla, nazywając jego imieniem skwer (z głazem pamiątkowym), znajdujący się na tyłach parku Ujazdowskiego (od strony Trasy Łazienkowskiej). Płk. prof. dr. Edwarda Lotha upamiętnia kamień, na którym napisano m.in. „twórca Zakładu Przeszkolenia Inwalidów Wojennych w Zamku Ujazdowskim”. Kamień ustawiono z okazji obchodów 70. rocznicy śmierci i 130. rocznicy urodzin prof. Lotha.